# José Eustasio Rivera

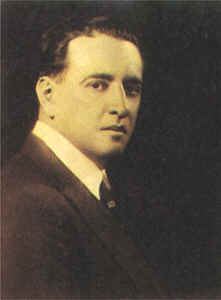
José Eustasio Rivera, 1928

José Eustasio Rivera, född 19 februari 1889, död 1 december 1928 var en colombiansk författare och politiker. 
Rivera föddes nära staden Neiva och studerade juridik i huvudstaden Bogotá. 1909 började han arbeta som lärare. Han engagerade sig politiskt och var även parlamentsledamot. Han kämpade mot USA:s imperialism, t.ex. 1903 års avtal som gav USA rätten till Panamakanalen. Han kritiserade också det reaktionära prästerskapet.
1921 utkom Riveras första bok, diktsamlingen Tierra de promisión. 1924 utkom hans roman La vorágine (Försvunna i djungeln), som fick stor betydelse för den latinamerikanska litteraturen. Den var föregångare till den så kallade totala romanen, som Gabriel García Márquez är den mest kända representanten för. Romanen var också en anklagelse mot hur människor utnyttjades i kautschukindustrin.

## Verk översatt till svenska
- 1955 - Försvunna i djungeln (La vorágine, 1924)